# Porcari
Porcari és un municipi situat al territori de la província de Lucca, a la regió de la Toscana, (Itàlia).
Porcari limita amb els municipis d'Altopascio, Capannori i Montecarlo.

## Galeria

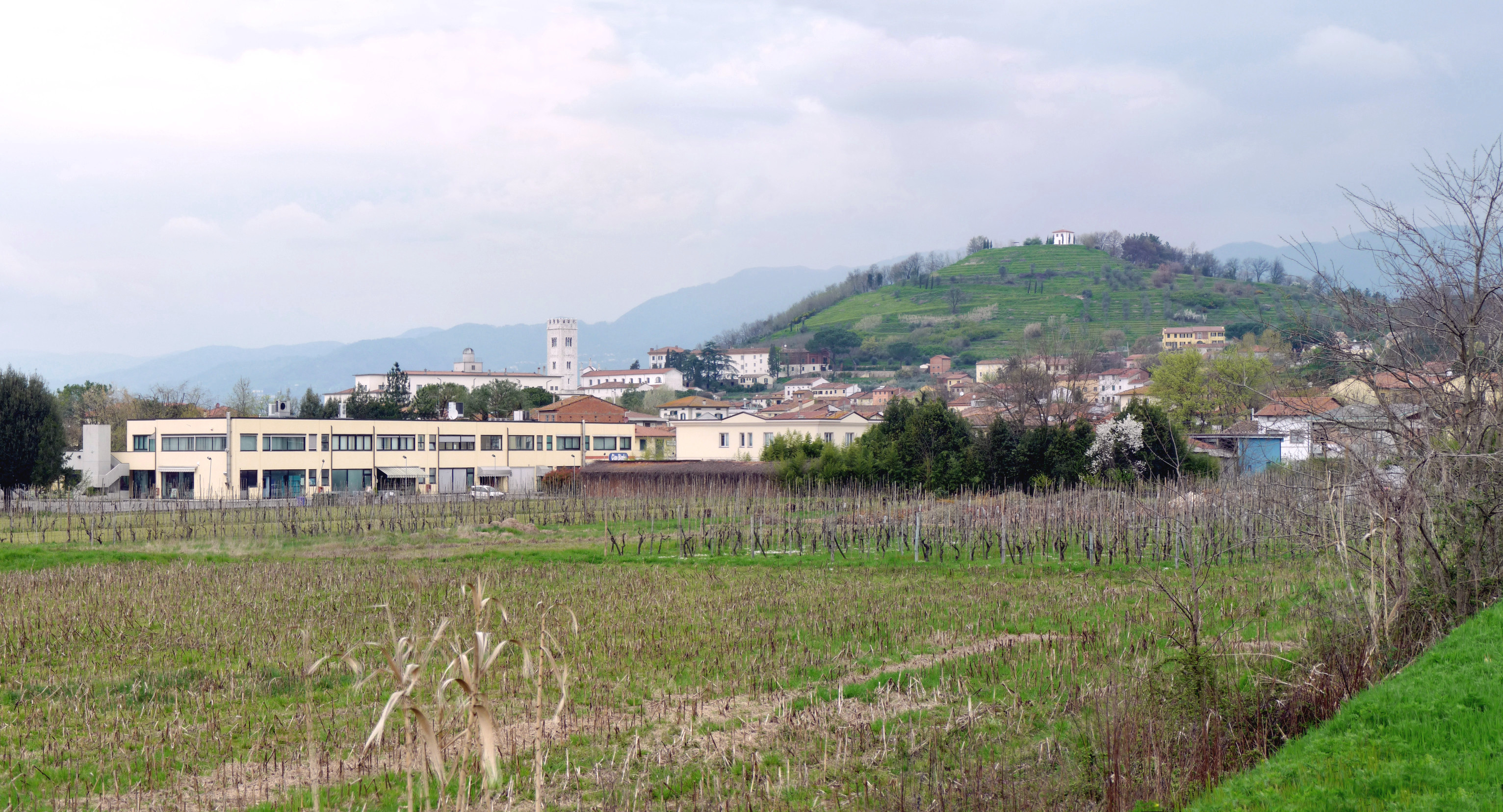
Vista de Porcari
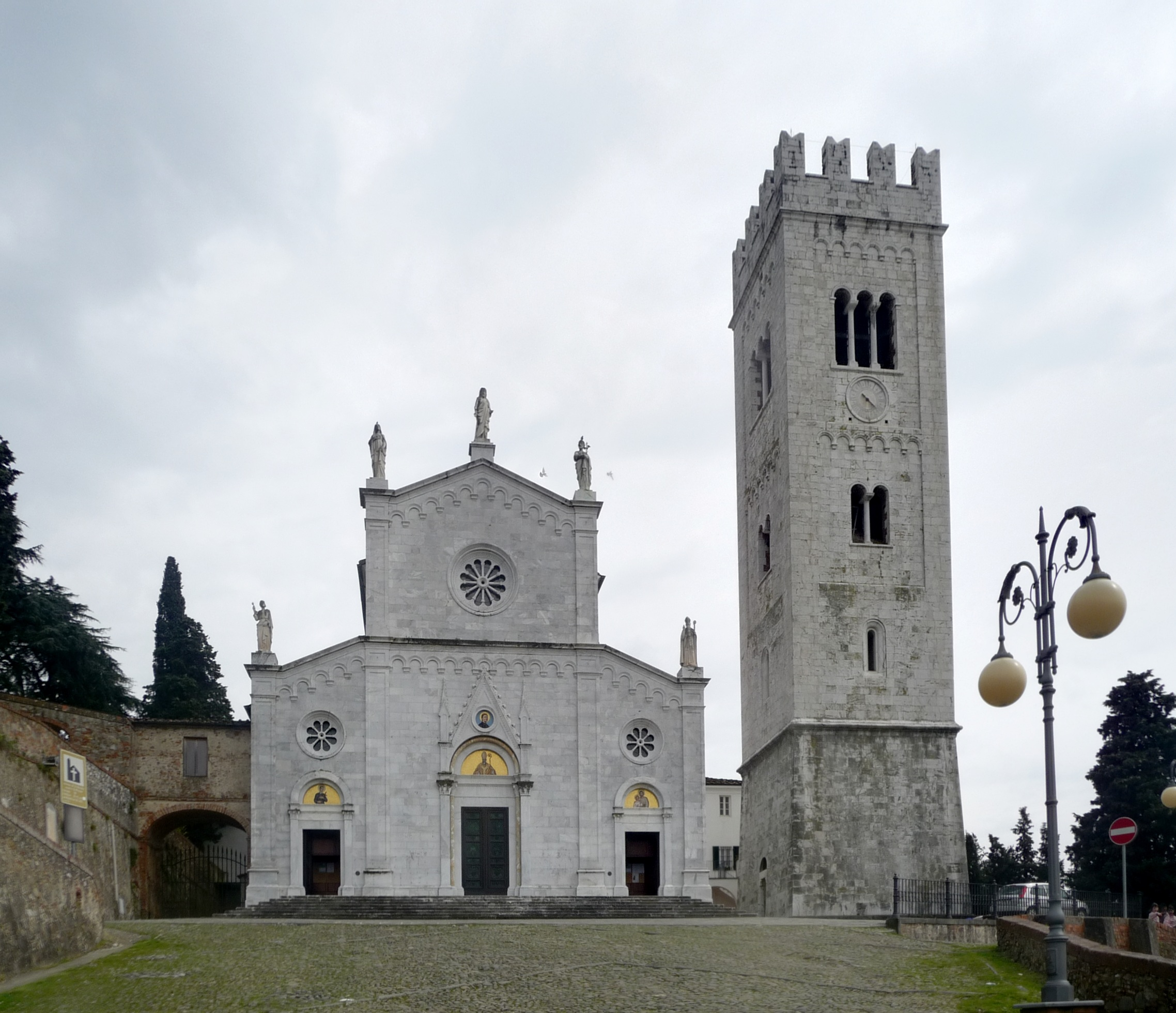
Església de S.Just
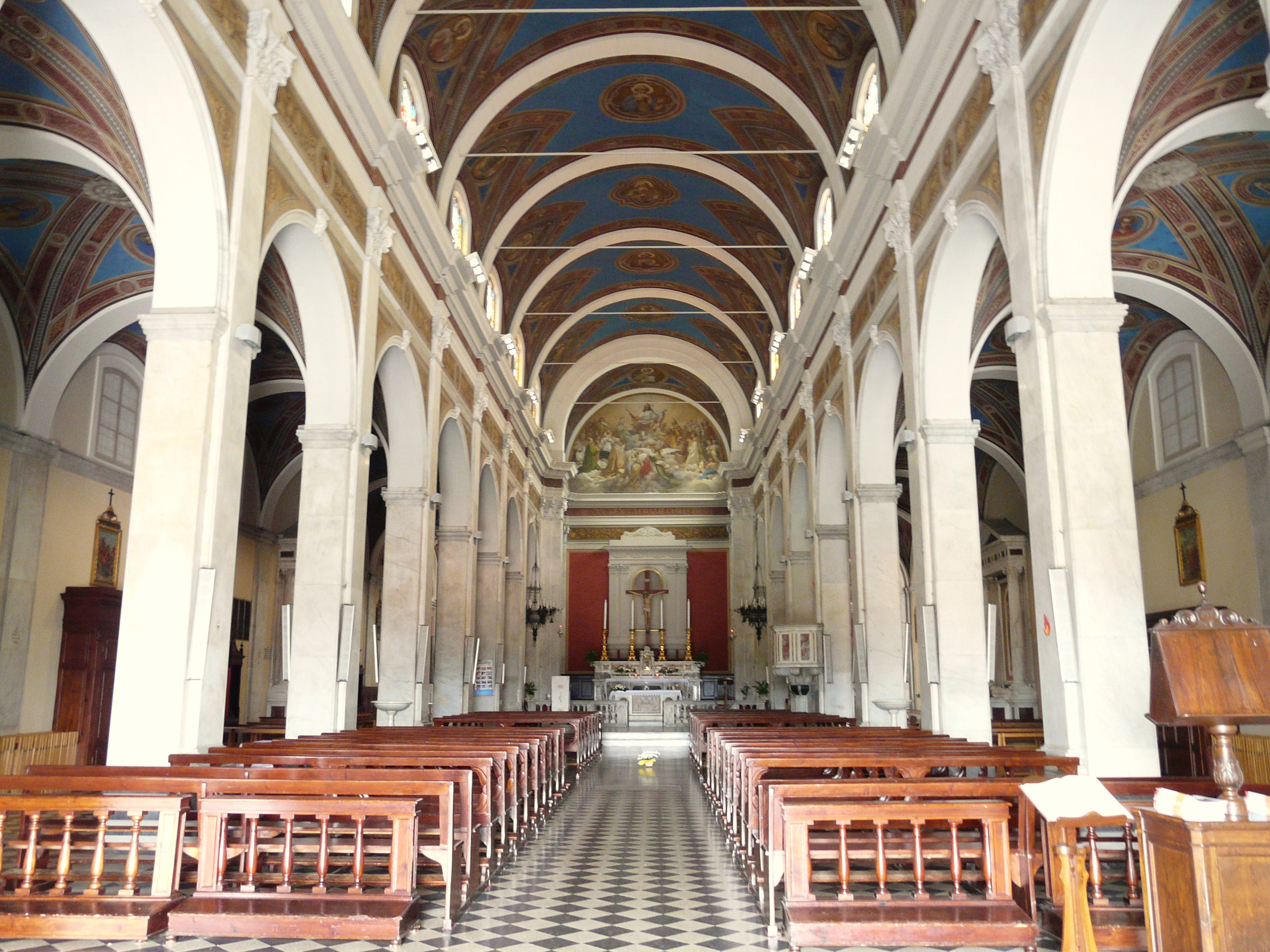
Interior de l'església